# Секулярное христианство
Секулярное христианство или безрелигиозное христианство — историческая ветвь христианства, предлагающая переосмыслить значение и форму христианской религии и сделать акцент на нынешних потребностях человечества, общественном служении и концентрировании на актуальных светских вопросах и вызовах христианству. Данная концепция сохраняет идею Бога, но акцентирует не на классическом трансцендентном теизме, а на имманентном теизме, панентеизме или даже пантеизме и небуквальном понимании его бытия (некоторые представители даже артикулируют идею Бога, живущего в этом мире, а не отдельно от него).
Секулярное христианство мало уделяет внимание чистому богословию (особенно эсхатологии) и стремится философски обосновать значение христианства для современного светского человека, но не на церковном, а на современном, понятном ему языке и без супранатурализма и абстрактного догматизма.

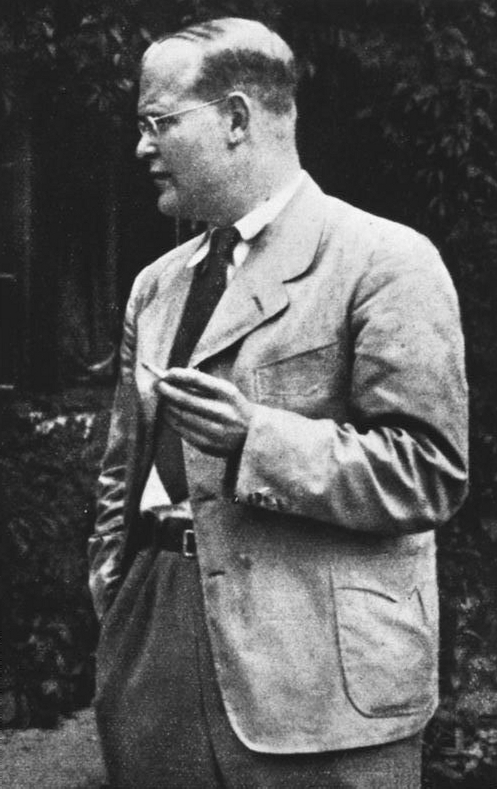
Дитрих Бонхёффер первым сгенерировал понятие «секулярное (безрелигиозное) христианство».

## Примечание
1. ↑  Don Cupitt. The Meaning of the West: An Apologia for Secular Christianity. — SCM Press, 2013-02-11. — С. 26. — ISBN 978-0-334-04897-8. Архивировано 29 апреля 2023 года.
2. ↑  Jeffrey C. Pugh. Religionless Christianity: Dietrich Bonhoeffer in Troubled Times. — Bloomsbury Publishing, 2009-01-01. — С. 11, 15, 140. — 190 с. — ISBN 978-0-567-65036-8. Архивировано 2 июня 2023 года.
3. ↑  William Wood. Philosophy and Christian Theology // The Stanford Encyclopedia of Philosophy  / Edward N. Zalta. — Metaphysics Research Lab, Stanford University, 2022. Архивировано 29 апреля 2023 года.
4. ↑  Eleanor O'Donnell. The Relational Power of God: Considering the Rebel Voice. — Wipf and Stock Publishers, 2023-01-23. — С. 31. — ISBN 978-1-6667-3368-6. Архивировано 23 мая 2023 года.
5. ↑  Paul Tillich Resources - Reader's Guide. people.bu.edu. Дата обращения: 30 октября 2023. Архивировано 9 июня 2023 года.
6. ↑  Бультман, Р. (1941). Новый завет и мифология. ISSN 01757644. «Распятие «страстей и вожделений» включает преодоление страха, стремление избежать страданий и ведет к освобождению от мира через страдания, поскольку принятие и победа над страданиями добровольно во Христе».